# Флориану (микрорегион)

Флориану на карте.

Флориану (порт. Microrregião de Floriano) — микрорегион в Бразилии, входит в штат Пиауи. Составная часть мезорегиона Юго-запад штата Пиауи. Население составляет 121 544 человека (на 2010 год). Площадь — 18 448,110 км². Плотность населения — 6,59 чел./км².

## Демография
Согласно сведениям, собранным в ходе переписи 2010 г. Национальным институтом географии и статистики (IBGE), население микрорегиона составляет:
| Полное население                             | Полное население                             | Полное население                             | Полное население                             | 121 544 |
| -------------------------------------------- | -------------------------------------------- | -------------------------------------------- | -------------------------------------------- | ------- |
| в том числе:                                 | Городское население                          | 86 302                                       | Процент городского населения, %              | 71,00   |
|                                              | Сельское население                           | 35 242                                       | Процент сельского населения, %               | 29,00   |
|                                              | Мужское население                            | 59 602                                       | Процент мужского населения, %                | 49,04   |
|                                              | Женское население                            | 61 942                                       | Процент женского населения, %                | 50,96   |
| Плотность населения, чел/км²                 | Плотность населения, чел/км²                 | Плотность населения, чел/км²                 | Плотность населения, чел/км²                 | 6,59    |
| Население микрорегиона в % к населению штата | Население микрорегиона в % к населению штата | Население микрорегиона в % к населению штата | Население микрорегиона в % к населению штата | 3,90    |

## Статистика
- Валовой внутренний продукт на 2003 год составляет 275 875 739,00 реалов (данные: Бразильский институт географии и статистики).
- Валовой внутренний продукт на душу населения на 2003 год составляет 2297,31 реалов (данные: Бразильский институт географии и статистики).
- Индекс развития человеческого потенциала на 2000 год составляет 0,661 (данные: Программа развития ООН).

## Состав микрорегиона
В составе микрорегиона включены следующие муниципалитеты:
1. Канавиейра
2. Флорис-ду-Пиауи
3. Флориану
4. Гуадалупи
5. Итауейра
6. Жеруменья
7. Назаре-ду-Пиауи
8. Павусу
9. Риу-Гранди-ду-Пиауи
10. Сан-Франсиску-ду-Пиауи
11. Сан-Жозе-ду-Пейши
12. Сан-Мигел-ду-Фидалгу